# Abū l-ʿAbbās al-Laukarī
Abū l-ʿAbbās al-Laukarī († nach 1109, vielleicht 1123) war ein islamischer Philosoph und Dichter.
Al-Laukarī stammte aus Laukar bei Merw. Er war in zweiter Generation Schüler des Avicenna. Er veröffentlichte ein umfassendes Kompendium der Logik, Naturwissenschaft und Metaphysik namens Bayān al-ḥaqq bi-ḍamān aṣ-sidq („Darlegung der Wahrheit bei Garantie der Aufrichtigkeit“), das sich an Aristoteles und Avicenna orientierte und sich vermutlich gegen al-Ġazālī, zumindest gegen die Ašʿarīten richtete – al-Laukarī war vermutlich der letzte Autor der östlichen islamischen Welt, der die Ewigkeit der Welt behauptete. Al-Laukarī verbreitete die Philosophie in seiner Heimatregion Ḫurāsān und hatte eine Vielzahl an Schülern. Neben seinem Bayān sind einige seiner Gedichte verbreitet.